# Magny-Cours
Magny-Cours is een gemeente in het Franse departement Nièvre (regio Bourgogne-Franche-Comté) De plaats maakt deel uit van het arrondissement Nevers. De gemeente telde 1.417 inwoners op 1 januari 2022. Magny-Cours is vooral bekend door het Circuit Magny-Cours waar tot en met 2008 de Grote prijs van Frankrijk werd gehouden in het kampioenschap voor de Formule 1.

## Geografie
De oppervlakte van Magny-Cours bedroeg op 1 januari 2022 31,87 vierkante kilometer; de bevolkingsdichtheid was toen 44,5 inwoners per km².

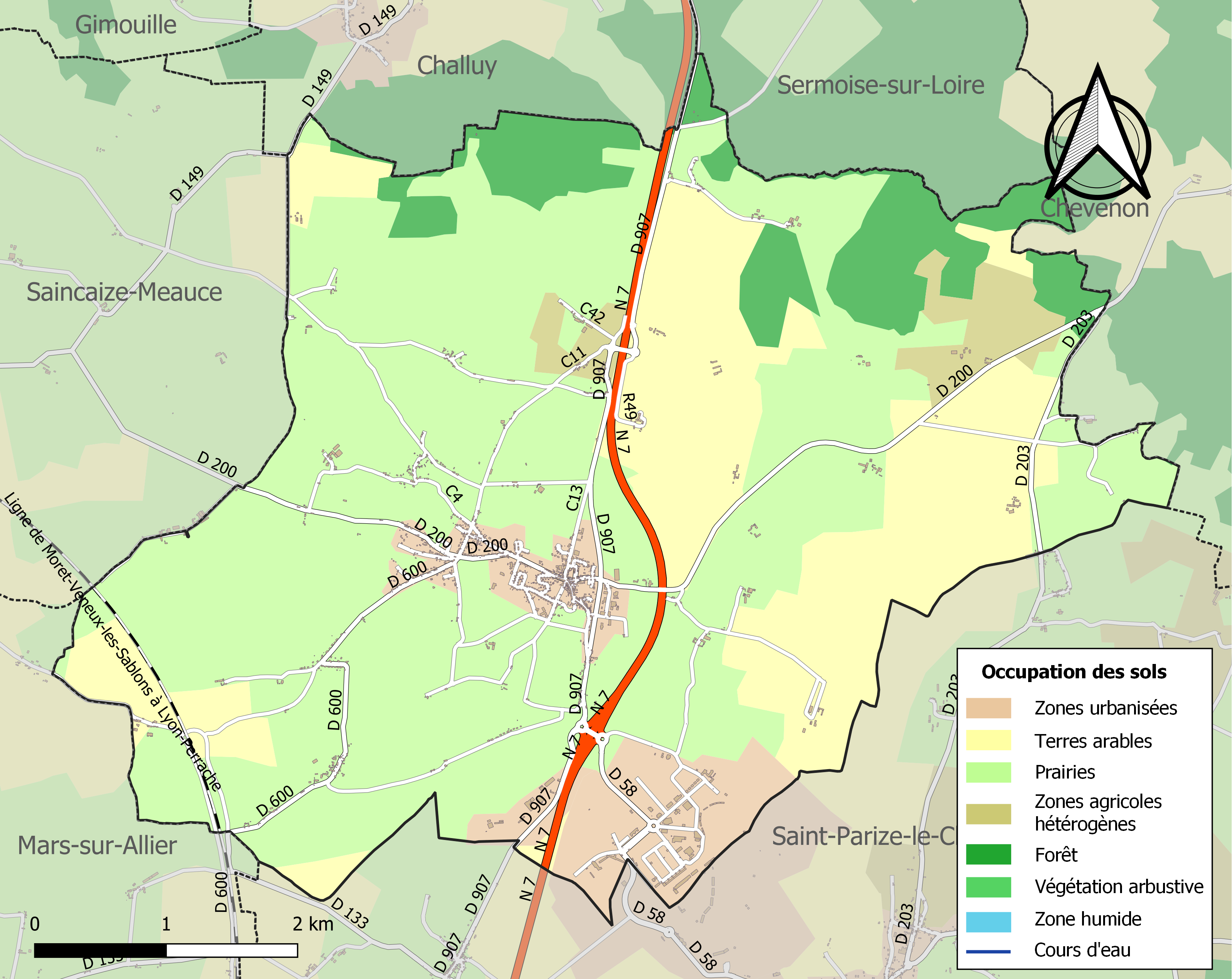
Kaart van de gemeente met de belangrijkste infrastructuur, bodemgebruik en omliggende gemeenten

## Demografie
Onderstaande figuur toont het verloop van het inwonertal (bron: INSEE-tellingen).

## Onderwijs
- Institut supérieur de l'automobile et des transports